# Gamma 1
| Recensione | Giudizio |
| ---------- | -------- |
| AllMusic   | [ 1 ]    |

Gamma 1 è l'album d'esordio dei Gamma, gruppo musicale fondato dal chitarrista statunitense Ronnie Montrose, pubblicato nel 1979.

## Tracce
1. Thunder and Lightning – 4:37 (Ronnie Montrose, Davey Pattison)
2. I'm Alive – 3:18 (Clint Ballard Jr.)
3. Razor King – 5:53 (Montrose, Pattison)
4. No Tears – 4:53 (Pattison)
5. Solar Heat – 3:09 (Montrose)
6. Ready for Action – 3:39 (Montrose)
7. Wish I Was – 5:16 (Mickey Newbury)
8. Fight to the Finish – 6:25 (Montrose, Jim Alcivar)

## Formazione
Gruppo
- Davey Pattison – voce
- Ronnie Montrose – chitarra
- Jim Alcivar – tastiere
- Alan Fitzgerald – basso
- Skip Gillette – batteria

Produzione
- Ken Scott – produzione
- Brian Leshon, Phil Jost – assistenza in studio

## Classifiche
| Classifiche (1979)    | Posizione massima |
| --------------------- | ----------------- |
| Billboard Album Chart | 131               |